# بافل بلاتني
بافل بلاتني Pavel Blatný (ولد في 22 يونيو 1968 في برنو) لاعب شطرنج تشيكي يحمل لقب أستاذ كبير.
- فاز بالمركز الثاني متعادلاً بالنقاط مع جوزيف كلينغر في بطولة العالم للشطرنج للشباب عام 1985، والتي فاز بها ماكسيم دلوغي.
- حصل على لقب أستاذ دولي عام 1986.
- فاز ببطولة تشيكوسلوفاكيا عام 1988 و1990.
- حصل على لقب أستاذ كبير عام 1993.
- فاز بدورة نيويورك المفتوحة للشطرنج عام 1995.
- فاز ببطولة جمهورية التشيك عام 1997 و2000.

## وصلات خارجية
- بافل بلاتني على موقع الاتحاد الدولي للشطرنج (الإنجليزية)
- بافل بلاتني على موقع مباريات الشطرنج (الإنجليزية)
- بافل بلاتني على موقع 365Chess.com (الإنجليزية)
- بافل بلاتني على موقع Chesstempo.com (الإنجليزية)
- بافل بلاتني على موقع الاتحاد الأمريكي للشطرنج (الإنجليزية)
- بافل بلاتني سجل أولمبياد الشطرنج على موقع OlimpBase.org (الإنجليزية)